# Brigitte Rohde
Brigitte Rohde   (Prenzlau, 8 d'octubre de 1954), de casada Brigitte Köhn, és una atleta alemanya ja retirada, especialista en els 400 metres i 400 metres tanques, que va competir per la República Democràtica Alemanya, durant la dècada de 1970.
El 1976 va prendre part en els Jocs Olímpics de Mont-real, on va guanyar la medalla d'or en la prova dels 4x400 metres relleus del programa d'atletisme. Formà equip amb Doris Maletzki, Ellen Streidt i Christina Brehmer, i milloraren el rècord del món de l'especialitat en la final.
En el seu palmarès també destaca una medalla d'or en els 4x400 metres relleus del Campionat d'Europa d'atletisme de 1974 i la Copa del Món d'atletisme de 1979. Guanyà els campionats nacionals dels 400 metres de 1975 i 1976 a l'aire lliure.

## Millors marques
- 400 metres. 50.26" (1976)
- 400 metres tanques. 55.46" (1978)[2][1]